# Anna Fijałkowska
Anna Iwona Fijałkowska (ur. 1957) – polski lekarz internista i kardiolog, nauczyciel akademicki, profesor nauk medycznych.

## Życiorys
W 1983 ukończyła studia w I Wydziale Lekarskim Akademii Medycznej w Warszawie. W 1988 uzyskała specjalizację I stopnia z chorób wewnętrznych, a następnie w 1995 specjalizację II stopnia z chorób wewnętrznych i w 2012 specjalizację z kardiologii. Specjalista w zakresie kardiologii okresu ciąży. Certyfikowany specjalista w zakresie Good Clinical Practice.
Stopień doktora nauk medycznych uzyskała w 1994 w Instytucie Gruźlicy i Chorób Płuc na podstawie rozprawy pt. Ocena częstości występowania i charakteru zmian w osierdziu u chorych na drobnokomórkowego raka płuc. W 2009 w tej samej instytucji uzyskała stopień doktora habilitowanego na podstawie pracy pt. N-końcowy pro-peptyd natriuretyczny typu B jako nieinwazyjny wskaźnik rokowniczy w tętniczym nadciśnieniu płucnym. W 2020 otrzymała tytuł naukowy profesora.
Zawodowo związana w latach 1983-2012 z Instytutem Gruźlicy i Chorób Płuc, a od 2012 z Instytutem Matki i Dziecka, w którym pełni funkcję Kierownika Zakładu Kardiologii oraz Zastępcy Dyrektora ds. Nauki. Ponadto wykładowca takich uczelni jak Centrum Medyczne Kształcenia Podyplomowego i Warszawski Uniwersytet Medyczny. 
Członek Komitetu Zdrowia Publicznego Polskiej Akademii Nauk(kadencja 2020-2023). Przewodnicząca Komisji Promocji Zdrowia Polskiego Towarzystwa Kardiologicznego, Prezes Sekcji Chorób Serca u Kobiet PTK, była przewodnicząca Sekcji Krążenia Płucnego PTK, członek Komisji do Spraw Szkoleń i Wytycznych PTK.
Krajowy Koordynator programu WHO European Childhood Obesity Surveillance Initiative (COSI) oraz Peripartum Cardiomyopathy Registry of EURObservational Research Programme. Kierownik projektu Narodowego Programu Zdrowia 2017-2018, Ocena skuteczności interwencyjnego-profilaktycznego programu poprawy zachowań zdrowotnych 15 letnich dziewcząt z wykorzystaniem techniki telemonitoringu- ZDROWA JA. Ekspert grupy Obesity and CVD World Heart Federation/World Obesity Federation, ekspert Rady Programowej ds. Zdrowia Publicznego przy Ministrze Zdrowia, ekspert Narodowego Centrum Badań i Rozwoju, członek Komisji Bioetycznej przy Instytucie Matki i Dziecka.
Autorka i współautorka ponad 100 publikacji. Badacz i współbadacz, krajowy koordynator ponad 15 badań klinicznych.